# Villanueva de las Peras (kommunhuvudort)
Villanueva de las Peras är en kommunhuvudort i Spanien.   Den ligger i provinsen Provincia de Zamora och regionen Kastilien och Leon, i den nordvästra delen av landet, 250 km nordväst om huvudstaden Madrid. Villanueva de las Peras ligger 744 meter över havet och antalet invånare är 161.
Terrängen runt Villanueva de las Peras är huvudsakligen platt, men åt sydväst är den kuperad. Runt Villanueva de las Peras är det mycket glesbefolkat, med 7 invånare per kvadratkilometer. Närmaste större samhälle är Melgar de Tera, 4,5 km nordväst om Villanueva de las Peras. Omgivningarna runt Villanueva de las Peras är i huvudsak ett öppet busklandskap.